# یوزف بنتس
یوزف بنتس (انگلیسی: Joseph Benz؛ (زادهٔ ۲۰ مه ۱۹۴۴ – درگذشتهٔ ۵ فوریهٔ ۲۰۲۱) ورزشکار بابسلد اهل سوئیس بود.
وی در مسابقات کشوری و بین‌المللی در مجموع برندهٔ ۴ مدال طلا، ۴ مدال نقره، ۴ مدال برنز شده بود.